# Scandale du Nipplegate
Le scandale du Nipplegate (mot-valise formé de l'anglais nipple, téton, et du suffixe -gate, en référence au scandale du Watergate) est un scandale médiatique nord-américain qui a éclaté le 1er février 2004 lors de la retransmission en direct du Super Bowl XXXVIII sur CBS.

## Déroulement
En 2004, le spectacle de la mi-temps du Super Bowl s'achève par un duo entre Janet Jackson et Justin Timberlake (ancien chanteur du groupe NSYNC). À la fin de la chorégraphie de la chanson Rock Your Body, alors que le texte se termine par la phrase « Bet I'll have you naked by the end of this song » (« je parie que je t'ai nue d'ici la fin de cette chanson »), Timberlake arrache une partie du bustier de sa partenaire, laissant apparaître le sein droit de Janet Jackson, orné d'un piercing et d'un bijou en forme d'étoile recouvrant l'intégralité du mamelon et rendant l'aréole invisible sur la vidéo retransmise en direct.
Selon Janet Jackson il était prévu, comme réalisé dans les répétitions, que son soutien-gorge rouge reste en place et ne dévoile que partiellement son sein sous-jacent. Cependant, lors de la prestation, Timberlake tire trop fort sur le bustier, arrachant un pan du soutien-gorge.

## Réactions et controverses
L'incident suscite un important battage médiatique aux États-Unis, jugé en France comme largement disproportionné par rapport à la nature des faits. Malgré les excuses rapidement présentées par Jackson et Timberlake, la controverse perdure pendant plusieurs mois et fait l'objet d'une couverture médiatique supérieure à celle des primaires démocrates.
Michael Powell, président de la FCC, la Commission fédérale de la communication (et fils du secrétaire d'État Colin Powell), est contraint de réagir. Il se déclare « outré qu'un tel spectacle ait pu être présenté à 85 millions d'Américains et leurs familles ». Dix ans après, il avoue avoir été contraint de forcer le trait, soumis à de multiples pressions, estimant lui-même que les faits ne justifiaient pas un tel degré d'indignation, que certes cet incident avait été stupide mais que ses répercussions avaient été surréalistes.
Quelques voix s'élèvent néanmoins pour souligner le « ridicule de la situation ». Parmi celles-ci, on peut citer l'animateur de radio Howard Stern et l'éditorialiste du New York Times Maureen Dowd.

## Conséquences et sanctions
Peu de temps après l'incident, la chaîne CBS annonce que Janet Jackson n'apparaîtra pas le 8 février suivant à la cérémonie des Grammy Awards, également retransmise par la chaîne. La NFL décide d'annuler le spectacle hip-hop prévu pour la mi-temps du Pro Bowl, NSYNC devant y interpréter une chanson jugée « trop suggestive ».
La chaîne ABC fait de son côté le choix de retransmettre la cérémonie des Oscars 2004 avec un différé de cinq secondes, afin de pouvoir couper tout débordement jugé inapproprié, un procédé qui se généralisera par la suite pour ce genre de retransmission,.
Le 5 février 2004, la NBC coupe une scène de la série télévisée Urgences, dans laquelle apparaissait subrepticement le sein d'une malade de 80 ans. Le chaîne justifie son geste par « l'atmosphère créée par les événements de la semaine ».
La compagnie AOL, commanditaire de la mi-temps du Super Bowl, demandera à être dédommagée d'une partie des 10 millions de dollars investis,.
CBS n'a jamais été sanctionnée financièrement pour cet incident. En 2008, puis à nouveau en 2011, un jugement de cour d'appel estime que CBS ne pouvait être tenue responsable des actions d'artistes sous contrat, et que la FCC avait agi de façon arbitraire en renforçant ses mesures de lutte contre l'indécence. En 2012, la Cour suprême des États-Unis refuse de statuer sur le cas.

## Impact culturel et médiatique
L'incident a un impact immédiat sur les recherches en ligne. Le nom « Janet Jackson » devient rapidement l'expression la plus recherchée sur l'ensemble des moteurs de recherche nord-américains,, surpassant même le volume de requêtes observé à la suite des attentats du 11 septembre 2001,.
C'est devant l'impossibilité de revisionner ce moment de télévision que Chad Hurley, Steve Chen et Jawed Karim ont l'idée de créer YouTube,.
En 2006, l'affaire détient un record inscrit au Guinness Book en tant que sujet le plus recherché en une seule journée depuis la création d'Internet. Dans les jours suivant l'émission, 20 % des recherches sur Yahoo portaient sur cet événement, tandis que sur Lycos, les recherches sur « Janet Jackson » et « Justin Timberlake » sont respectivement multipliées par 680 et 35. Les recherches sur la chanteuse ont été 80 fois plus nombreuses que celles sur Britney Spears, pourtant fréquemment en tête des classements de mots-clés dans les années 2000. Un grand nombre de ces recherches semblaient motivées par la recherche de la vidéo de l'incident.

## Conséquences pour Janet Jackson et Justin Timberlake
À la suite de l'incident, Janet Jackson connaît une baisse de popularité importante, contrairement à Justin Timberlake. Son album Damita Jo, sorti quelques mois plus tard, ne rencontre pas le succès escompté, et elle est évincée de plusieurs plateaux et émissions télévisées. Timberlake, en revanche, profite d'un regain de notoriété, enchaînant les prestations et les disques. Pour Timberlake lui-même et plusieurs commentateurs, cette différence de traitement refléterait un « double standard », illustrant une sévérité accrue de l'opinion publique à l'égard des femmes et des minorités ethniques.

## Évolutions et déclarations ultérieures
Les deux artistes se montrent très réticents à évoquer l'incident dans les années qui suivent. En 2006, lors d'un entretien avec Oprah Winfrey, Janet Jackson exprimes ses regrets quant à sa décision d'assumer seule la responsabilité de l'événement, et reproche à demi-mot à Justin Timberlake son manque de soutien au cours des mois suivants, alors qu'elle était systématiquement évincée des médias tandis que lui poursuivait son ascension. En 2018, la famille Jackson ne pardonne toujours pas Justin Timberlake, estimant que son attitude a eu des répercussions profondes sur la vie de la chanteuse.
Le 12 février 2021, dans un post Instagram, Justin Timberlake s'excuse publiquement auprès de Janet Jackson et reconnaît avoir bénéficié d'un système « qui tolère la misogynie et le racisme ».